# Lotaustraline
Lotaustraline is een cyanogeen glycoside, dat in kleine hoeveelheden voorkomt in zijn naamgever, een lid van de vlinderbloemenfamilie: Lotus australis, maar ook in cassave en andere planten gevonden wordt. Het epimeer (S)-Epilotaustraline komt veel in voor in Passiebloem en Emmertarwe Triticum dicoccum.
Als aglycon treedt in Lotaustraline het cyanohydrine van butanon op, als suikereenheid wordt β-D-glucose gevonden. Lotaustraline is daarmee structureel verwant aan linamarine. De beide glycosiden verschillen slechts in het aglycon: het van propanon afgeleide cyanohydrine bij linamarine, het van butanon afgeleide cyanohydrine bij lotaustraline. In veel planten komen beide homologe verbindingen voor, evenals het epimere epilotaustraline. In de biosynthese van de drie verbindingen treden dezelfde enzymen op. Deze enzymen kunnen zowel isoleucine tot lotaustraline of epilotaustraline omzetten, als valine tot linamarine.
Het enzym linamarase is in staat alle drie de glycosides te splitsen, waarbij uiteindelijk het giftige HCN ontstaat. De toxiciteit van linamarine, lotaustraline en epilotaustraline liggen op ongeveer hetzelfde niveau.